# Viktor Angelov
Viktor Angelov (Macedonisch: Виктор Ангелов) (Dortmund, 27 maart 1994) is een betaald voetballer die als aanvaller bij FK Rabotnički Skopje speelt. 

## Clubcarrière

### FK Rabotnički Skopje
Viktor Angelov begon zijn betaald voetbalcarrière bij FK Rabotnički Skopje. Hier maakte hij op jeugdige leeftijd zijn debuut. Al vlot ging hij bij andere clubs in Europa op stage.
De clubs waar hij stages gehad heeft zijn de Duitse ploegen Borussia Dortmund en FC Schalke 04, in januari 2012 zal Angelov stage gaan lopen bij AFC Ajax.

## Statistieken
| Seizoen         | Club                 | Competitie      | Competitie | Competitie | Beker | Beker | Internationaal | Internationaal | Totaal | Totaal |
| Seizoen         | Club                 | Competitie      | Wed.       | Dlp.       | Wed.  | Dlp.  | Wed.           | Dlp.           | Wed.   | Dlp.   |
| --------------- | -------------------- | --------------- | ---------- | ---------- | ----- | ----- | -------------- | -------------- | ------ | ------ |
| 2011/12         | FK Rabotnički Skopje | Prva Liga       | 6          | 0          | 0     | 0     | 2              | 0              | 8      | 0      |
| Club totaal     | Club totaal          | Club totaal     | 6          | 0          | 0     | 0     | 2              | 0              | 8      | 0      |
| Carrière totaal | Carrière totaal      | Carrière totaal | 6          | 0          | 0     | 0     | 2              | 0              | 8      | 0      |

Bijgewerkt op 28 december 2011 (CET)